# 通信路容量
通信路容量（つうしんろようりょう）または伝送路容量（でんそうろようりょう、英: Channel capacity）は、電気工学、計算機科学や情報理論において通信路に対して定義される量であり、通信路を介して確実に伝送できる情報の量の上限である。
通信路容量という概念は、その値の具体的な評価を可能にする数学モデルと併せて、クロード・シャノンが確立した情報理論において定義された。通信路容量は、通信路の入力と出力との間の相互情報量を、入力分布に関して最大化したときの最大値によって与えられる。通信路符号化定理によれば、ある通信路の通信路容量は、任意に小さい誤り率を要請した場合にその通信路を介して単位時間当たりに伝送可能な情報量の上限に等しい。

## 形式的定義
ある長さの時間を任意に定め、

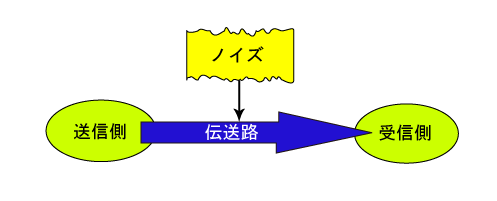
伝送路（通信路）の概念図

X をその時間に送信される信号、Y を同じ時間に通信路を介して受信される信号をそれぞれあらわす確率変数とする。通信路のノイズの性質などをすべてまとめて、X が与えられたときの Y の条件付き確率分布関数
{\displaystyle p_{Y|X}(y|x)}
によって通信路の入出力特性が完全に記述されるものとする。すると、X と Y の同時分布
{\displaystyle p_{X,Y}(x,y)}
は、通信路 {\displaystyle p_{Y|X}(y|x)} と、その通信路を介して送信される信号の周辺分布 {\displaystyle p_{X}(x)} とによって決定される：
{\displaystyle p_{X,Y}(x,y)=p_{Y|X}(y|x)\,p_{X}(x)}
以上の条件の下で、通信路を介して伝送することのできる情報の量をなるべく大きくすることを考える。伝送情報量に対する尺度として相互情報量 {\displaystyle I(X;Y)} を用いることができる。相互情報量の上限が通信路容量であり、以下のように定義される。
{\displaystyle C=\sup _{p_{X}}I(X;Y)\,}

## 例

2元対称通信路

### 2元対称通信路
エントロピー関数を H(p) とすると、2元対称通信路の通信路容量 C は C = 1 − H(p) に等しい。

2元消失通信路

### 2元消失通信路
2元消失通信路の通信路容量 C は C = 1 − p に等しい。

## 通信路符号化定理
通信路符号化定理によれば、任意の ε > 0 と通信路容量 C より小さい任意のレート R に対して、符号長を十分大きくすれば、ブロック誤り率を ε 未満にする符号化、復号方法が存在する。また、レートが通信路容量より大きい場合、ブロック長が無限大に近づくと共に受信側のブロック誤り率は 1 に近づいていく。ただし、通信路容量には他の定義もある。